# Love Song (canción de Tesla)
«Love Song» (en español: «Canción de amor») es una power ballad  escrita por Frank Hannon y coescrita por Jeff Keith y producida por Steve Thompson y coproducida por Michael Barbiero e interpretada por la banda de rock estadounidense Tesla, para su segundo álbum de estudio The Great Radio Controversy (1989). La canción alcanzó la posición No. 10 en las listas de éxitos estadounidenses, convirtiéndose en la más exitosa del grupo en ese momento. También consiguió la certificación de disco de oro por la RIAA.

## Vídeo musical
El 7 de julio de 1989 fue filmado el vídeoclip durante un concierto de la banda en la ciudad de Sacramento, California.

## Lista de canciones del sencillo
| N.º | Título                                          | Duración |  |
| 1.  | «Love Song» (radio edit)                        | 4:10     |  |
| 2.  | «I Ain't Superstitious» (cover de Howlin' Wolf) | 3:08     |  |

## Listas de éxitos
| Listas (1989) | Posición |
| ------------- | -------- |
| US 100        | 10       |
| US Main. Rock | 7        |

| Fin de año (1990) | Posición |
| ----------------- | -------- |
| US 100            | 67       |